# كورنيليا فرانسيس
كورنيليا فرانسيس (بالإنجليزية: Cornelia Frances)‏ هي مقدمة تلفزيونية وممثلة بريطانية وأسترالية، ولدت في 7 أبريل 1941 في ليفربول في المملكة المتحدة، وتوفيت في 28 مايو 2018 في سيدني في أستراليا بسبب سرطان المثانة.

## وصلات خارجية
- كورنيليا فرانسيس على موقع IMDb (الإنجليزية)
- كورنيليا فرانسيس على موقع أول موفي (الإنجليزية)
- كورنيليا فرانسيس على موقع قاعدة بيانات الأفلام السويدية (السويدية)
- كورنيليا فرانسيس على موقع قاعدة بيانات الفيلم (الإنجليزية)
- كورنيليا فرانسيس على موقع كينوبويسك (الروسية)